# Noticias de Gipuzkoa
Noticias de Guipuzkoa va ser un diari fundat l'any 2010 per Juan Celaya a partir del projecte Diario Noticias de Navarra. El primer nombre va sortir el 2 de gener. Noticias de Gipuzkoa es publica en format tabloide, de 64 a 96 pàgines a 7 columnes.

## Origen
Noticias de Gipuzkoa sorgeix a partir de la creació d'un altre projecte, el de Diario Noticias de Navarra. El creador d'aquest projecte és Juan Celaya, i l'actual directora de Noticias de Gipuzkoa és Arantzazu Zugasti. Noticias de Gipuzkoa parteix de la realitat de l'existència del País Basc com a objecte polític.
L'objectiu principal era crear un grup de comunicació de periòdics locals, al País Basc, amb la finalitat d'aglutinar les principals províncies basques. D'aquesta manera, del projecte sorgeixen Diario de Noticias de Alaba, Deia, Noticias de Gipuzkoa i Diario de Noticias de Navarra. Aquests diaris formen avui dia Grupo Noticias.

## Ideologia política
Noticias de Gipuzkoa és un projecte d'òrbita nacionalista. Aposta per la necessitat d'oferir a la ciutadania basca el dret a decidir sobre el seu futur, sobre el futur del País Basc.
L'opció política majoritària des de la transició democràtica és la del nacionalisme basc, en les seves diverses variants des de les més moderades fins a les més radicals i amb les seves diferents concepcions per a la configuració de l'actual Comunitat Autònoma. Tots els presidents del Govern Basc des de 1980 fins a 2009 van pertànyer al Partit Nacionalista Basc. L'actual lehendakari des de 2009, Patxi López, pertany al Partit Socialista d'Euskadi, el primer lehendakari aliè al nacionalisme basc.

## Aspecte formal
Noticias de Gipuzkoa conté entre 64 i 96 pàgines. El cap de setmana acostuma a superar aquest nombre de pàgines. El format és tabloide, amb pàgines a 5 columnes, en les quals predominen l'ordre i la distribució de subgèneres.
Consti de 8 seccions: opinió, política, economia, bertan (local), esports, serveis i cultura. Des de la seva creació sempre ha mantingut el mateix disseny, donant un valor primordial a la informació escrita, per la qual cosa la fotografia i la infografia tenen un paper secundari.
El diari compta amb suplements que varien segons el dia de la setmana, per exemple, el dijous es publica al costat del diari Izan Gazte, que consta de 8 pàgines i el divendres Camaleó, que consta també de 8 pàgines.

## Distribució
Noticias de Gipuzkoa es reparteix diàriament al País Basc, sobretot a Guipúscoa encara que també a Àlaba, Bizkaia, Navarra i Lapurdi. En èpoques estivals la distribució s'amplia al Pirineus aragonès, La Rioja, Cantàbria, Alacant, Castelló i Landes.

## Preu
El seu preu és d'1,20 euros entre setmana. Els dissabtes 1,50 euros i els diumenges 2,20 euros.

## Alts càrrecs
- Directora: Adolfo Roldán.[4]
- Director editorial del grup: Pablo Muñoz.
- President del Consell d'Administració: Juan Celaya.
- Gerent: Jorge Osoro.
- Redactors caps: Juanma Molinero i Eduardo Iribarren.
- Corresponsal econòmic: Carlos Etxeberri.
- Director comercial: Iker Aldalur.
- Director Financer: Unai Lecuona.
- Directora de Màrqueting: Leire Etxeberri.
- Cap de Distribució: Xabier Del Valle Lersundi.

## Seccions
- Miguel Cifuentes: Societat
- Carlos Marcos: Política i economia
- Carolina Alonso: Bertan (local)
- Ramón Sánchez: Esports
- Javier Eslava: Edició i tancament
- Ruth Pérez de Anurita: Mirar-te (cultura)

## Col·laboradors
- Javier Biscaí
- Xabier Lapitz
- Juanjo Álvarez
- Jorge Nagore
- Xabi Larrañaga
- Xabier Euzkitze
- J. Manuel Etxaniz
- Karmele Jaio
- Ivan Ufanós
- J.Luis Vicuña
- Maddalen Iriarte
- Antxon Masé
- Iñaki de Múgica